# الیاه بورکه
الیاه بورکه (انگلیسی: Elijah Burke؛ زادهٔ ۲۴ مهٔ ۱۹۸۱) کشتی‌گیر کشتی حرفه‌ای اهل ایالات متحده آمریکا است.